# Souimanga malgache
Cinnyris sovimanga
Espèce
Statut de conservation UICN

 LC  : Préoccupation mineure
Le Souimanga malgache (Cinnyris sovimanga) est une espèce de passereaux de la famille des Nectariniidae.

## Répartition et sous-espèces
Cet oiseau est répandu à travers Madagascar et le groupe d'Aldabra (Seychelles).
Selon la classification de référence du Congrès ornithologique international (14.2, 2024) il est réparti en cinq sous-espèces :
- C. s. sovimanga (Gmelin, 1788) — îles Glorieuses
- C. s. apolis Hartert, 1920 — sud de Madagascar
- C. s. aldabrensis Ridgway, 1894 — Aldabra
- C. s. abbotti Ridgway, 1894 — île de l'Assomption
- C. s. buchenorum Williams, 1953 — Cosmoledo et Astove